# Théophile Delcassé
Théophile Delcassé (Pamiers, 1º marzo 1852 – Nizza, 22 febbraio 1923) è stato un politico francese.
Di origine contadina, fu ministro degli Esteri dal 1898 al 1905, periodo in cui risolse la crisi di Fashoda, avvicinò la Francia all'Italia e concluse l'Entente cordiale con il Regno Unito. Fu costretto alle dimissioni durante la crisi di Tangeri per aver portato Francia e Germania ad una grave tensione politica. Fu ministro della Marina dal 1911 al 1913 e ancora ministro degli Esteri dal 1914 al 1915.

## Biografia
Théophile Delcassé era di origini contadine, proveniva da un'antica famiglia radicata nel Dipartimento francese dell'Ariège, sul versante dei Pirenei.
Fu discepolo di Léon Gambetta e nel periodo boulangista (seconda metà degli anni 80 del XIX secolo) fu segretario generale della Lega dei Patrioti. Venne eletto alla Camera dei Deputati nel 1889.

### Ministro (1894-1905)
Già sottosegretario alle Colonie nel 1893, l'anno seguente Delcassé fu nominato ministro dello stesso dicastero, carica che mantenne fino al 1895. Fu poi ministro agli Affari Esteri dal 1898 al 1905 in tutti i governi che si susseguirono, presieduti da Henri Brisson, Charles Dupuy, Pierre Waldeck-Rousseau, Émile Combes e Maurice Rouvier.

#### I rapporti con la Gran Bretagna

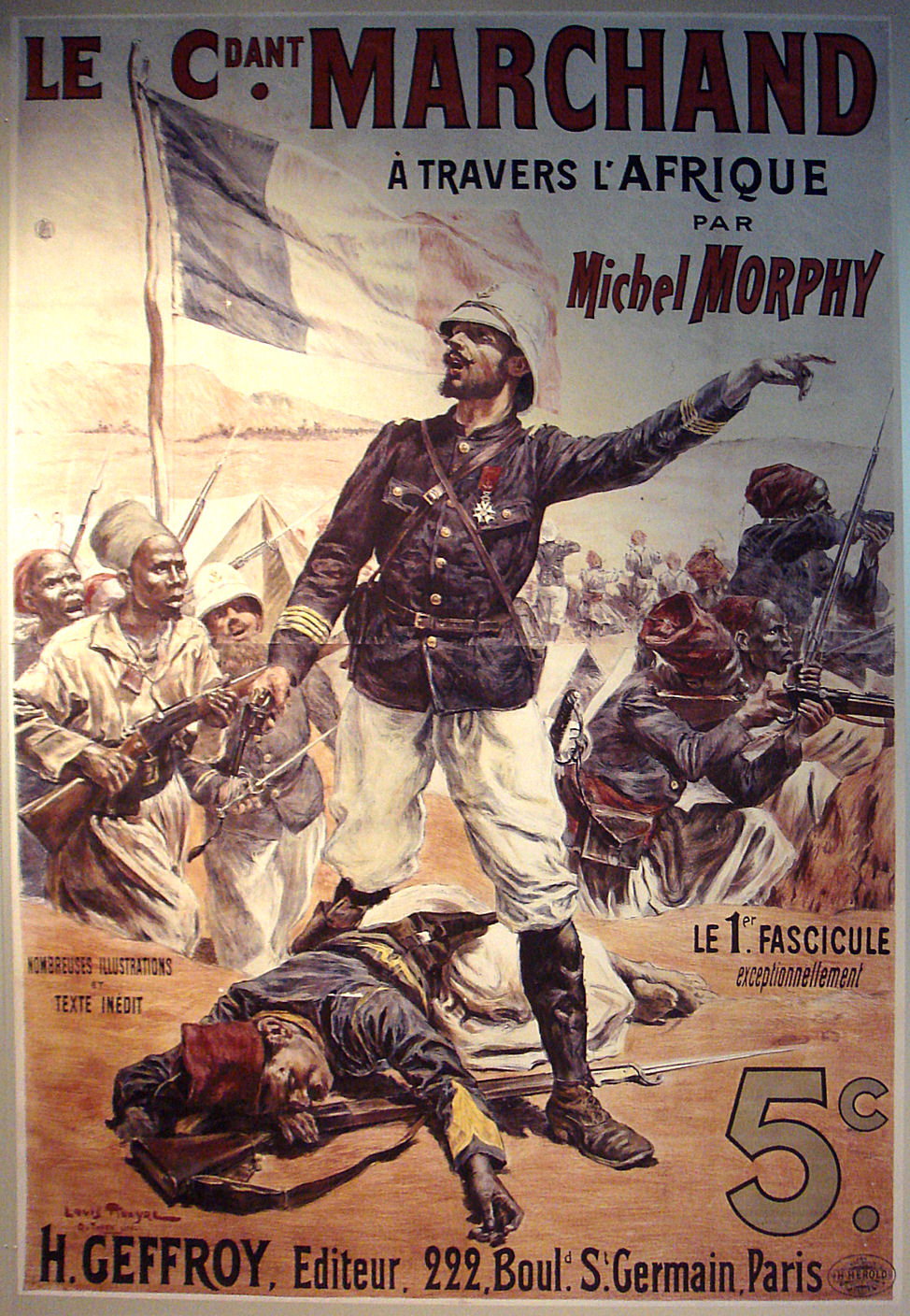
Pubblicazione francese che celebra la spedizione del colonnello Marchand

Con l'aspirazione britannica alla conquista del Sudan, scoppiò una crisi diplomatica fra Londra e Parigi che intendeva collegare Gibuti al resto dei possedimenti coloniali in Africa. Nel 1894 il ministro delle Colonie Delcassé progettò l'invio di una spedizione verso la zona del Nilo bianco per ottenere una modifica delle regole internazionali sull'Egitto a favore della Francia. Essa non avvenne ma a Londra l'agitazione fu viva.

##### La crisi di Fascioda
Due anni dopo il ministro degli esteri francese Gabriel Hanotaux, di fronte al tentativo inglese di risalire il Nilo, aveva fatto partire una spedizione militare comandata dal colonnello Jean-Baptiste Marchand che aveva raggiunto in Sudan il centro di Fascioda (o Kodok) nel 1898. L'azione aveva impedito alla Gran Bretagna l'occupazione totale del Sudan e della zona del Nilo bianco.
Delcassé che aveva sostituito nel 1898 Hanotaux agli Affari esteri, sostenne che la Francia non poteva evacuare Fascioda senza negoziare. La Gran Bretagna rispose che esigeva l'evacuazione incondizionata e la guerra sembrò alle porte fino a quando, il 4 novembre 1898, Delcassé non fece marcia indietro dichiarando al Primo ministro britannico Salisbury che Fascioda sarebbe stata sgombrata.
L'arrendevolezza di Delcassé fu probabilmente dovuta alle difficoltà dell'alleata, la Russia, a gestire un'eventuale guerra coloniale contro la Gran Bretagna ed alle relazioni, non più ottimali, fra Parigi e San Pietroburgo. Fatto sta che in quel periodo i rapporti fra Parigi e Londra erano pessimi. Delcassé infatti dopo essersi arreso su Fascioda dichiarò sul numero del 5 dicembre 1898 del giornale tedesco Koelnische Zeitung che l'Inghilterra aveva il fermo proposito di annientare la flotta francese e che la Francia doveva riavvicinarsi alla Germania.

##### L’Entente cordiale
In pochi anni, di fronte al riarmo tedesco, la politica di Delcassé nei confronti della Gran Bretagna cambiò radicalmente. Già nel marzo 1899 fu raggiunto un accordo su tutte le principali questioni dell'Africa centrale e nel 1904 si realizzò il più grande successo del politico francese: l’Entente cordiale. Un accordo per il quale qualunque diatriba fra le due nazioni veniva appianata, aprendo un periodo di amicizia che non ha avuto più termine.

#### I rapporti con la Russia
La Russia, alleata della Francia dal 1894, fu per tutta la carriera di Delcassé la nazione privilegiata.
Con lo scambio di lettere fra lui e il ministro degli Esteri russo Michail Nikolaevič Murav'ëv del 9 agosto 1899, i due governi allargarono i compiti dell'alleanza al mantenimento “dell'equilibrio fra le forze europee”. Decisero anche che il patto, inizialmente di durata uguale a quella della triplice alleanza, sarebbe rimasto in vigore senza limiti di tempo.
Nel 1904 Delcassé si attivò, senza successo, per scongiurare una guerra fra Russia e Giappone. Con l'inizio delle ostilità e le prime gravi sconfitte russe, anche la posizione della Francia divenne difficile per la sua esposizione ad un eventuale attacco tedesco. Fu così che quando la flotta del Baltico dovette raggiungere l'Estremo Oriente, sfidando il ruolo ufficialmente neutrale di Parigi Delcassé decise di aiutare clandestinamente le navi russe nel lunghissimo viaggio attraverso l'Atlantico e l'Oceano Indiano. Senza questo aiuto, che vide le navi dello Zar stazionare e rifornirsi in Madagascar e in Indocina, la flotta del Baltico non avrebbe mai potuto raggiungere il Mar del Giappone (al cui ingresso, per altro, fu sconfitta nella Battaglia di Tsushima).

#### I rapporti con l'Italia

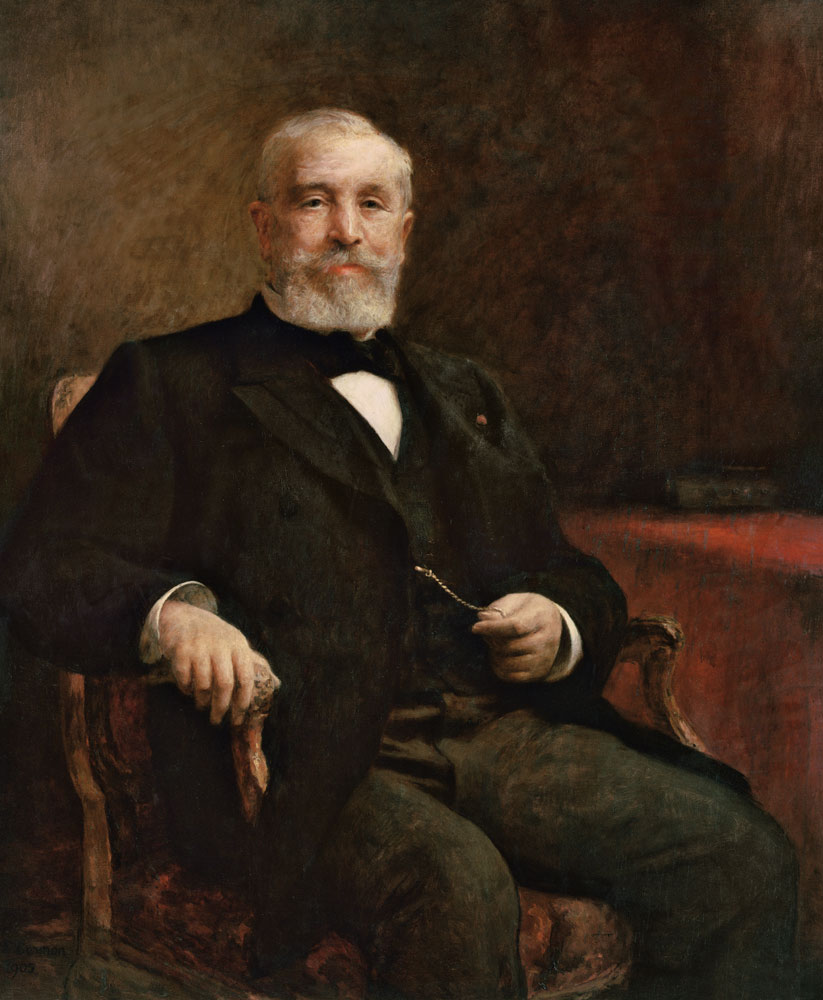
Émile Loubet, Presidente della Repubblica Francese.

Con la guerra russo-giapponese e le conseguenti difficoltà militari e interne della Russia, la Francia si trovò pressoché sola di fronte alla Germania. Risultava per Delcassé vitale un avvicinamento all'Italia, ancora legata alla triplice alleanza. Già nel 1900, Delcassé aveva concluso con il suo omologo Emilio Visconti Venosta un accordo che lasciava mano libera all'Italia sulla Tripolitania in cambio della stessa concessione alla Francia sul Marocco. Nel 1902, inoltre, con il ministro Giulio Prinetti, Delcassé aveva strappato a Roma un accordo che impegnava l'Italia a rimanere neutrale sia nel caso che la Francia fosse stata attaccata dalla Germania, sia nel caso che la Francia avesse attaccato la Germania dopo una provocazione di quest'ultima.
Entrambi gli accordi erano segreti e Delcassé nel 1904 volle esprimere pubblicamente, e rafforzare, l'amicizia fra Italia e Francia con una visita del Presidente della Repubblica Émile Loubet a Roma. Vincendo le perplessità di Loubet e quelle dei cattolici che ritenevano la visita una presa di posizione troppo netta nella Questione romana, Delcassé confidò: «Quello che decideremo a Roma, sarà forse la salvezza della Francia... Quindi, mi infischio del Papa». Il 24 aprile 1904, Loubet arrivò a Roma: l'accoglienza fu entusiastica, e anche se l'alleanza franco-italiana era lungi a venire, da quel momento divenne possibile. Dopo varie proteste della Santa Sede, il 5 agosto, fra il Vaticano e la Francia si interruppe ogni relazione diplomatica.

#### La crisi di Tangeri e le dimissioni
A seguito dell’Entente cordiale, la Francia, nel 1905, si predispose ad ampliare la sua sfera d'influenza coloniale sul Marocco. La Germania, nella figura del suo Cancelliere Bernhard von Bülow si oppose fino a minacciare la guerra.
Quasi isolato nel suo tentativo di tenere testa alla Germania, Delcassé si trovò contro tutto il Consiglio dei ministri. Egli riteneva quello della Germania un bluff e assicurò che la Gran Bretagna stesse offrendo alla Francia una vera e propria alleanza, da accettare subito se non si voleva evitare una riconciliazione fra Londra e Berlino a spese dell'Impero coloniale francese. Il presidente del consiglio Maurice Rouvier riteneva invece che la Germania stesse facendo sul serio e il 6 giugno 1905 costrinse Delcassé alle dimissioni accettando una specifica richiesta del governo tedesco del 30 maggio. A Delcassé successe, ad interim, lo stesso Rouvier.

### Dopo Tangeri  (1905-1923)

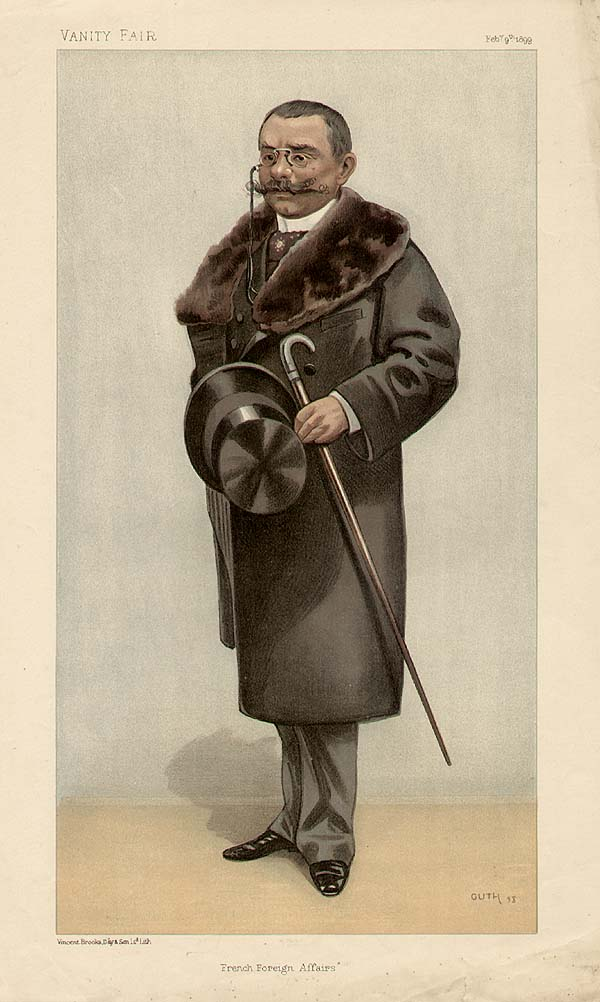
Théophile Delcassé sul Vanity Fair del 9 febbraio 1899

L'episodio della richiesta del Primo segretario dell'ambasciata tedesca a Parigi, Miquel, delle dimissioni di Delcassé veniva ricordato da quest'ultimo con orgoglio. Il 23 giugno 1905 ne parlò con il suo ex collaboratore Maurice Paléologue: «Il Cancelliere dell'Impero germanico non vuole più avere rapporti con il signor Delcassé; Ecco, caro Paléologue, ecco le parole da far incidere sulla mia tomba. Non potrei augurarmi un più bell'epitaffio!»
Il 23 giugno 1911, a seguito di un incidente aereo nel quale morì il ministro della Guerra Maurice Berteaux (1852-1911), fu necessario operare dei cambiamenti alla compagine governativa: Joseph Caillaux fu nominato primo ministro e alla Marina fu incaricato Delcassé. Funzione che occupò fino al 1913 quando, nell'ambito dell'amicizia franco-russa, il governo di Raymond Poincaré ricambiò la nomina di Aleksandr Petrovič Izvol'skij ad ambasciatore russo a Parigi inviando a febbraio Delcassé a San Pietroburgo. Il nuovo ambasciatore francese ebbe l'incarico di favorire l'aumento qualitativo e quantitativo delle forze armate russe, i cui progetti furono concordati in giugno.

#### La prima guerra mondiale
Scoppiata la prima guerra mondiale, nell'agosto 1914 Delcassé entrò a far parte di nuovo come ministro degli Esteri, del secondo governo di René Viviani. Durante l'incarico partecipò ai delicati negoziati per incoraggiare, attraverso promesse di compensi territoriali, la Bulgaria e la Romania ad entrare in guerra al fianco della triplice intesa.
Nonostante l'Italia prima della sua entrata in guerra avesse scelto la Gran Bretagna come interlocutore privilegiato, Delcassé in più occasioni appoggiò le aspirazioni territoriali di Roma, anche come tramite fra Londra e San Pietroburgo. Nell'ottobre 1915, fu costretto alle dimissioni per l'arrendevolezza dimostrata, nella sua visione antitedesca, a Russia e Gran Bretagna. Gli successe, ad interim, il presidente del Consiglio Viviani.
Si ritirò dalla vita politica; morì a Nizza il 22 febbraio 1923, pochi giorni prima di compiere 71 anni.